# Земляне (Луганський район)
Земляне́ — село в Україні, у Луганській міській громаді Луганського району Луганської області. Населення становить 16 осіб.